# Изюлт Дъф
Изюлт  Грант Дъф (на английски: Iseult F. Grant Duff) е британски психоаналитик.

## Биография
Тя провежда обучителна анализа първо с Едуард Глоувър, а по-късно и с Ханс Закс в Берлин, най-накрая завършва психоаналитичното си обучение с Ърнест Джоунс в Лондон
Преди това работи също в клиниката Брънусуик скуйеър, основана от Джеси Мъри и Джулия Търнър.